# Urban-Cycling-Weltmeisterschaften
Die Urban-Cycling-Weltmeisterschaften werden seit 2017 vom Radsport-Weltverband UCI mit wechselndem Programm ausgerichtet. Kerndisziplin ist BMX-Freestyle.

## Geschichte

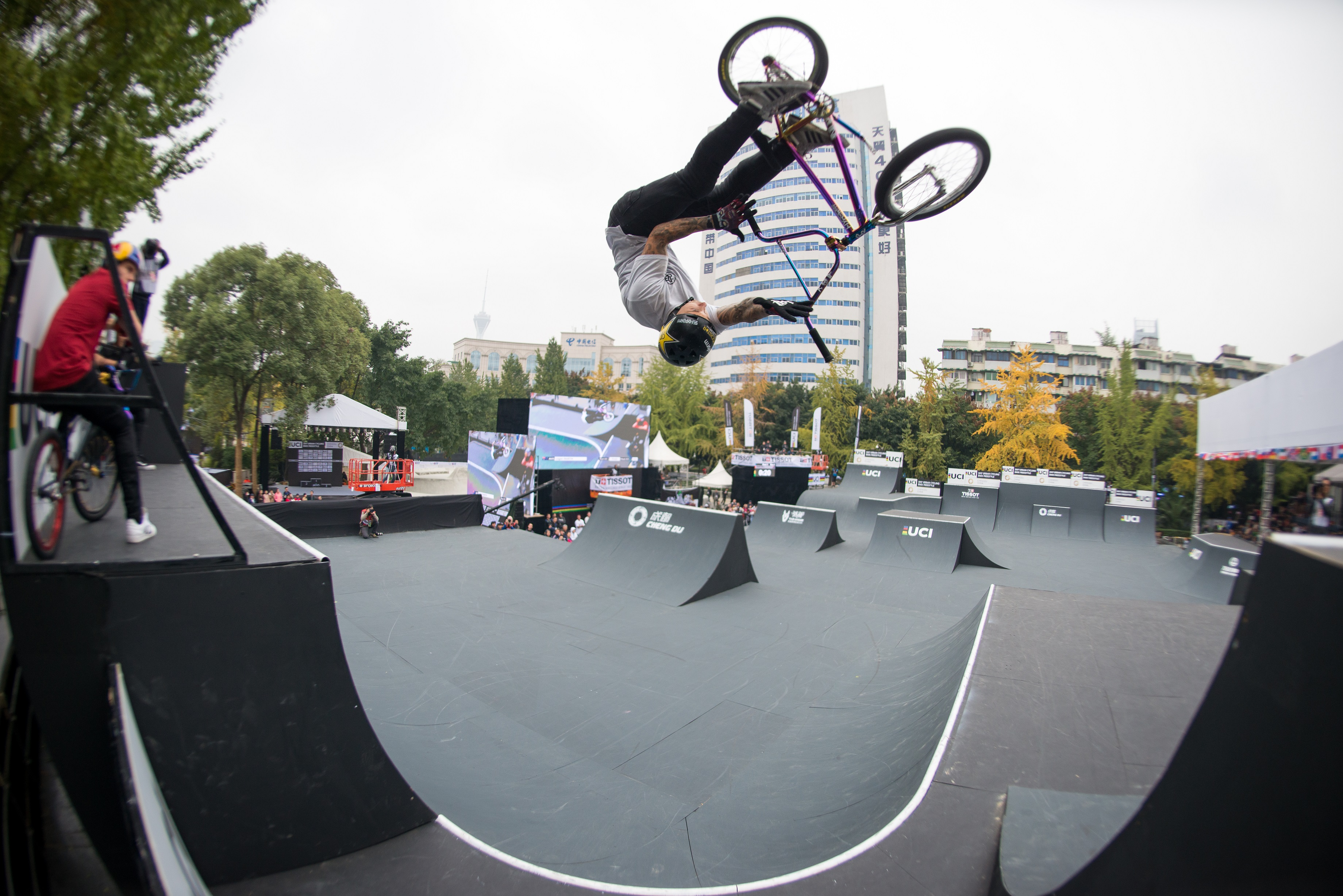
Der Australier Logan Martin im Freestyle-Park-Wettkampf 2017

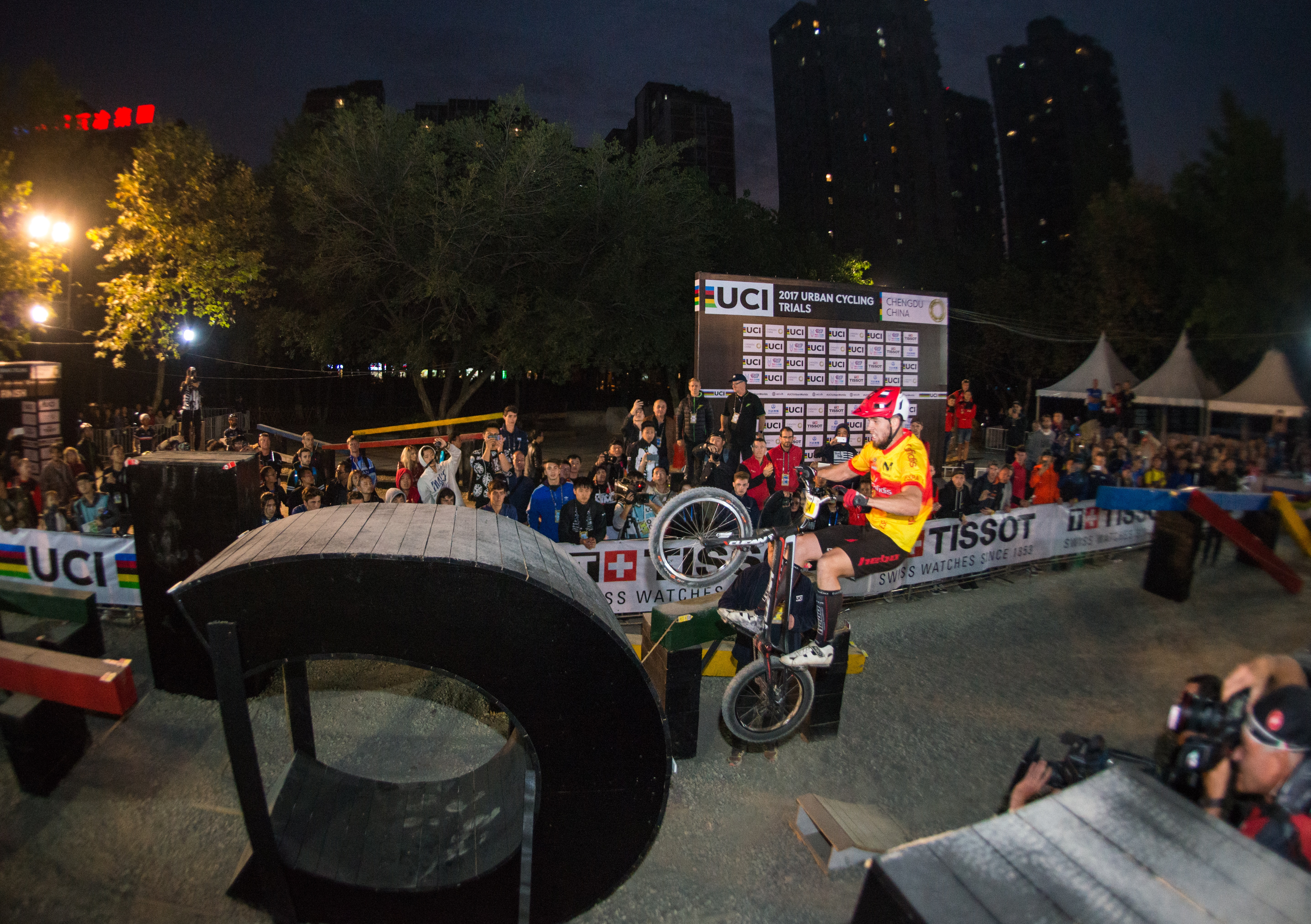
Der Spanier Abel Mustieles im Trial-Wettkampf 2017

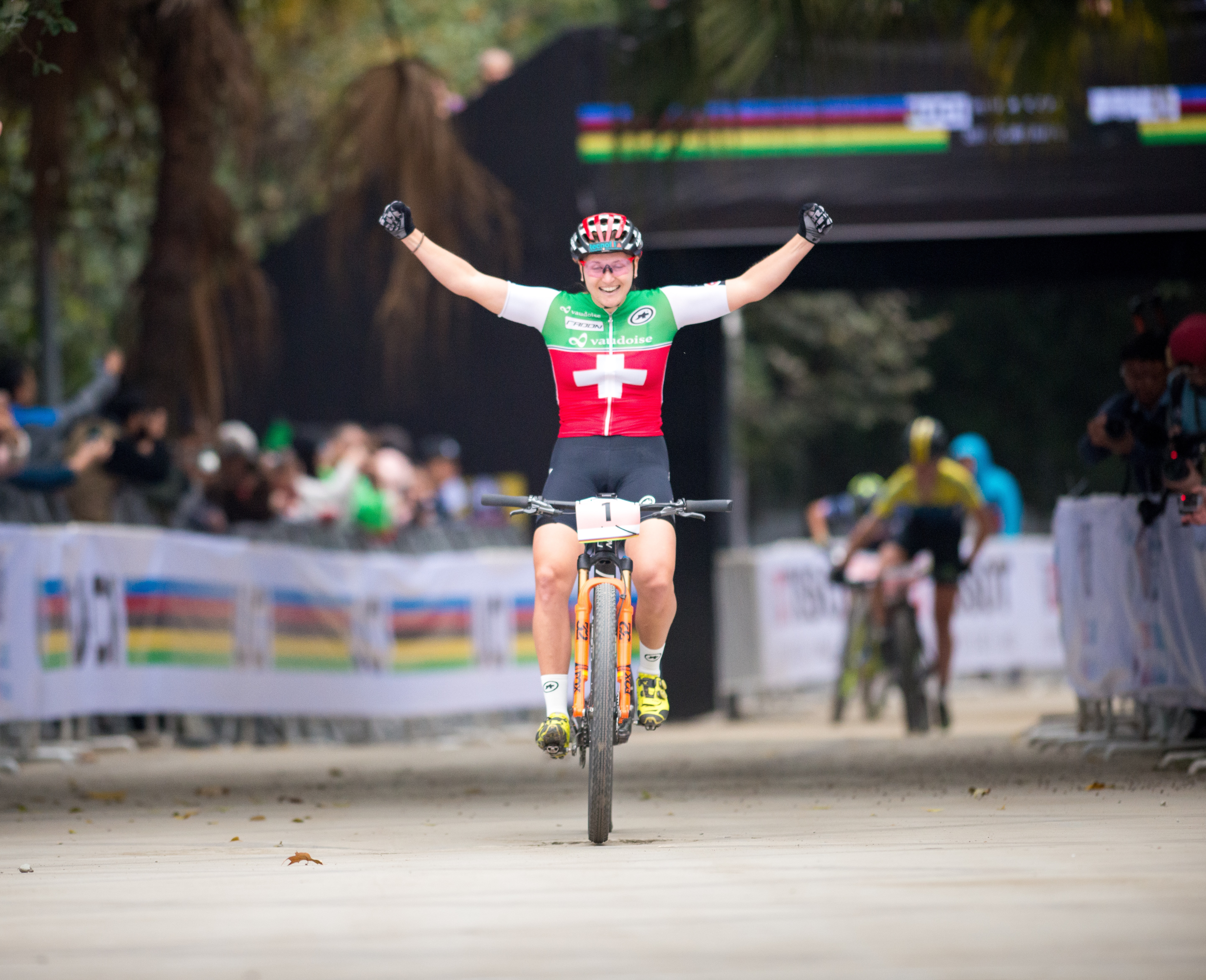
Mountainbikerin Kathrin Stirnemann bei ihrem Sieg in Chengdu

Während BMX-Rennsport schon seit den 1990er Jahren in die UCI integriert war, kam der Freestyle-Bereich lange Zeit ohne einen Weltverband aus und profilierte sich insbesondere über die X-Games. Im Mai 2015 verkündete die UCI, die Park-Variante des Freestyle künftig in ihr Programm aufzunehmen. Bereits zu diesem Zeitpunkt klang die Ambition zur Aufnahme des Freestyle in die Olympischen Spiele an. Anfang 2016 erließ die UCI erstmals Regeln für Park-Wettkämpfe.
Begleitende Maßnahmen waren die Schaffung von Weltcup-Serien und der so genannten Urban-Cycling-Weltmeisterschaften ab 2017. Mit letzterer wollte die UCI Radsport-Disziplinen, die im städtischen Umfeld durchgeführt werden können, in eine Veranstaltung zusammenführen. Neben BMX-Freestyle sollten dies auch Trial und Cross-Country Eliminator sein, welche zuvor im Rahmen der Mountainbike-Weltmeisterschaften organisiert worden waren. Als erstes ging die UCI eine Zusammenarbeit mit der Hurricane Company ein, einer in Montpellier beheimateten Gesellschaft, deren FISE World Series ab 2016 zur Ausrichtung des UCI-BMX-Freestyle-Weltcups diente. Für den Eliminator, der als Mountainbike-Sport zuvor auf naturnahen Kursen stattfand, bedeutete das Konzept eine Neuorientierung; hierfür wurde der UCI-Mountainbike-Eliminator-Weltcup ab 2017 in neuem Umfeld wiederbelebt.
Ende 2016 vergab die UCI die ersten drei Austragungen der Urban-Cycling-WM an China. Im Juni 2017 wurde Chengdu zum Austragungsort bestimmt und zugleich die Aufnahme des BMX-Freestyle ins olympische Programm verkündet. Chengdu war als Partnerstadt Montpelliers bereits Austragungsort der FISE World Series bzw. des Freestyle-Weltcups gewesen.
An der Vergabe nach China gab es Kritik aufgrund der hohen Reisekosten, speziell aus den nicht-olympischen Disziplinen, die auf wenig Unterstützung ihrer Verbände hoffen konnten. Daran änderten auch die nach Radsport-Verhältnissen großzügig bemessenen Preisgelder nicht viel. Folgerichtig kam im Eliminator nicht die seinerzeit im Reglement vorgeschriebene Mindestzahl von 12 Teilnehmern zustande, und die Rennen konnten nur mit Ausnahmegenehmigung der Jury überhaupt stattfinden. Zur Saison 2019 wurden die Eliminator-Rennen aus dem Programm genommen und als eigenständige Mountainbike-Eliminator-Weltmeisterschaften organisiert. Als Ersatz für Eliminator kam mit Flatland eine zweite Einzeldisziplin des BMX-Freestyle dazu. Flatland war 2018 ins UCI-Regelwerk und in den Freestyle-Weltcup aufgenommen worden, nachdem es zuvor schon Teil der FISE World Series gewesen war.
2020 wurden die Weltmeisterschaften aufgrund der COVID-19-Pandemie abgesagt.
2021 fanden die Weltmeisterschaften wieder statt, diesmal in Montpellier. Die Trial-Wettkämpfe mussten jedoch aufgrund der noch immer bestehenden Restriktionen ausnahmsweise als separate Trial-Weltmeisterschaften abgehalten werden. Die Austragungen 2022 und 2024 wurden an Abu Dhabi vergeben, die von 2025 und 2026 an Riad. 2023 fanden die BMX-Freestyle- und Trial-Wettbewerbe im Rahmen der Radsport-WM 2023 in Glasgow statt.

### Internationale Beteiligung
Seit Beginn der Urban-Cycling-Weltmeisterschaften haben sich über 40 Verbände an den Wettkämpfen beteiligt. Während Trial und Eliminator überwiegend von europäischen Nationen betrieben werden, ist die Beteiligung an den BMX-Freestyle-Wettbewerben erheblich breiter. Auch die Medaillen gingen bereits an Athleten aus Amerika, Asien, Australien und Europa. Afrika war bislang nicht bei den Wettkämpfen vertreten.

## Modus

### BMX-Freestyle
Im BMX-Freestyle werden bei Männern und Frauen jeweils zwei Wettkämpfe ausgetragen, Park und Flatland. Im Park, wo die Beteiligung generell höher ist, können die Verbände abhängig von der Nationen-Weltrangliste unterschiedlich viele Teilnehmer entsenden. Das Wettkampf-Format folgt den allgemeinen Freestyle-Regeln: Abhängig von der Zahl der Teilnehmer variiert die Anzahl der Runden (Qualifikation, Halbfinale und Finale) und die Zahl der Teilnehmer an diesen Runden. Im Flatland hat jeder Teilnehmer pro Runde einen Versuch, im Park jeweils zwei, wobei in der Qualifikation das arithmetische Mittel beider Versuche zählt und in Halbfinale und Finale der bessere der beiden Versuche.

### Trial
Im Trial werden fünf Einzel-Wettbewerbe ausgetragen (Männer 20/26 Zoll, Frauen, Junioren 20/26 Zoll). Die Wettbewerbe bestehen aus zwei Runden; die sechs Besten des so genannten Halbfinals qualifizieren sich für das Finale. Jeder Verband kann bis zu fünf Fahrer in einen Wettbewerb entsenden, aber kein Fahrer kann in mehr als einer Klasse teilnehmen. Die Mannschaftswertung ist ein separater Wettkampf, bei dem jede Nation fünf Athleten benennen kann, die die fünf Einzel-Wettbewerbe repräsentieren. Die Ergebnisse aller fünf Teilnehmer werden summiert.

### Regenbogentrikot
Wie auch bei anderen UCI-Weltmeisterschaften bekommen die Sieger der Wettkämpfe das Regenbogentrikot verliehen, das sie bis zu den nächsten Weltmeisterschaften bei allen Wettbewerben tragen.

## Austragungen
Bis einschließlich 2024 gab es sieben Austragungen der Urban-Cycling-Weltmeisterschaften. Darüber hinaus stehen die Veranstaltungsorte bis einschließlich 2029 bereits fest.
- 2017:  Chengdu
- 2018:  Chengdu
- 2019:  Chengdu
- 2020: keine Austragung
- 2021:  Montpellier
- 2022:  Abu Dhabi
- 2023:  Glasgow
- 2024:  Abu Dhabi
- 2025:  Riad
- 2026:  Riad
- 2027:  Haute-Savoie
- 2028:  Jakarta
- 2029:  Jakarta

## Ergebnisse
Die folgende Tabelle gibt wieder, welcher Wettbewerb zu welchen Zeitpunkten im Rahmen der Urban-Cycling-WM durchgeführt wurden. Die Verweise führen zu den Palmarès der Wettbewerbe respektive zu den Ergebnissen im jeweiligen Jahr.
| Disziplin     | Wettbewerb        | 2017 | 2018 | 2019 | 2020 | 2021 | 2022 | 2023 | 2024 |
| ------------- | ----------------- | ---- | ---- | ---- | ---- | ---- | ---- | ---- | ---- |
| BMX-Freestyle | Park Männer       | X    | X    | X    |      | X    | X    | X    | X    |
| BMX-Freestyle | Park Frauen       | X    | X    | X    |      | X    | X    | X    | X    |
| BMX-Freestyle | Flatland Männer   |      |      | X    |      | X    | X    | X    | X    |
| BMX-Freestyle | Flatland Frauen   |      |      | X    |      | X    | X    | X    | X    |
| Trial         | Männer 20″        | X    | X    | X    |      |      | X    | X    | X    |
| Trial         | Männer 26″        | X    | X    | X    |      |      | X    | X    | X    |
| Trial         | Frauen            | X    | X    | X    |      |      | X    | X    | X    |
| Trial         | Junioren 20″      | X    | X    | X    |      |      | X    | X    | X    |
| Trial         | Junioren 26″      | X    | X    | X    |      |      | X    | X    | X    |
| Trial         | Mannschaft        | X    | X    | X    |      |      | X    | X    | X    |
| Mountainbike  | Eliminator Männer | X    | X    |      |      |      |      |      |      |
| Mountainbike  | Eliminator Frauen | X    | X    |      |      |      |      |      |      |

## Medaillenspiegel
Die folgende Tabelle gibt die bei Urban-Cycling-Weltmeisterschaften gewonnenen Medaillen wieder.
Stand: nach den Weltmeisterschaften 2024
| Platz  | Land               | Gold | Silber | Bronze | Gesamt |
| ------ | ------------------ | ---- | ------ | ------ | ------ |
| 1      | Spanien            | 16   | 14     | 13     | 43     |
| 2      | Frankreich         | 11   | 12     | 14     | 37     |
| 3      | Deutschland        | 8    | 9      | 7      | 24     |
| 4      | Großbritannien     | 8    | 3      | 6      | 17     |
| 4      | Vereinigte Staaten | 8    | 3      | 6      | 17     |
| 6      | Japan              | 4    | 6      | 4      | 14     |
| 7      | Australien         | 4    | 2      | 2      | 8      |
| 8      | Österreich         | 3    | 0      | 1      | 4      |
| 9      | Schweiz            | 1    | 4      | 1      | 6      |
| 10     | Tschechien         | 1    | 1      | 1      | 3      |
| 11     | China              | 0    | 2      | 2      | 4      |
| 12     | Schweden           | 0    | 2      | 1      | 3      |
| 13     | Ungarn             | 0    | 1      | 1      | 2      |
| 14     | Argentinien        | 0    | 1      | 0      | 1      |
| 14     | Brasilien          | 0    | 1      | 0      | 1      |
| 14     | Chile              | 0    | 1      | 0      | 1      |
| 14     | Costa Rica         | 0    | 1      | 0      | 1      |
| 14     | Ukraine            | 0    | 1      | 0      | 1      |
| 19     | Finnland           | 0    | 0      | 2      | 2      |
| 20     | Belgien            | 0    | 0      | 1      | 1      |
| 20     | Kanada             | 0    | 0      | 1      | 1      |
| 20     | Kroatien           | 0    | 0      | 1      | 1      |
| Gesamt | Gesamt             | 64   | 64     | 64     | 192    |